# Gagata itchkeea
Gagata itchkeea är en fiskart som först beskrevs av Sykes, 1839.  Gagata itchkeea ingår i släktet Gagata och familjen Sisoridae. IUCN kategoriserar arten globalt som sårbar. Inga underarter finns listade i Catalogue of Life.